# José Lezama Lima
José Lezama Lima (Havana, 19 de Dezembro de 1910 – Havana, 8 de Agosto de 1976) foi um romancista, ensaísta e poeta cubano, é considerado uma das figuras mais influentes da literatura latino-americana.
Nascido no Quartel Militar de Columbia, perto de Havana, na cidade de Marianao, onde o seu pai era coronel, Lezama viveu os tempos mais turbulentos da história de Cuba, lutando contra a ditadura de Machado, e mais tarde, sofrendo discriminação durante o regime de Fidel Castro, devido a suas preferências homossexuais. A sua obra literária inclui o romance barroco, semiautobiográfico, Paradiso, de (1966), a história de um jovem e das suas lutas contra misteriosas doenças, contra a morte do seu pai, e as suas sensibilidades homossexuais e poéticas em desenvolvimento. Lezama Lima coligiu ainda várias antologias de poesia cubana e colaborou nas revistas Verbum e Orígenes, sendo considerado o patriarca das Letras Cubanas ma maior parte dos seus últimos anos.
Embora tenha deixado Cuba em pelo menos duas ocasiões (uma viagem à Jamaica e uma possível viagem ao México), a poesia de Lezama Lima, os seus ensaios e dois dos seus romances inspiraram-se em imagens e ideias de diversas culturas e períodos históricos. O estilo barroco que ele desenvolveu baseava-se em partes iguais na sua sintaxe influenciada por Góngora e por uma constelação assombrosa de imagens invulgares. O primeiro livro publicado de Lezama Lima, um longo poema intitulado "Muerte de Narciso", foi publicado quando ele tinha apenas vinte e sete anos, tornando-o instantaneamente famoso em Cuba e instituiu o estilo de Lezama e os seus temas clássicos.
Para além dos seus poemas e romances, Lezama Lima escreveu diversos ensaios sobre figuras da literatura mundial como Mallarmé, Paul Valéry, Góngora e Rimbaud, bem como sobre a estética barroca Latino-Americana. Muito notável são também os seus ensaios publicados como La –expresión americana, descrevendo a sua visão do barroco europeu, a sua relação com os clássicos, e com o barroco Americano.
José Lezama Lima morreu em 1976 e foi enterrado no Cemitério Colon, em Havana. Foi muito influente para os escritores cubanos e porto-riquenhos da sua geração, como Virgilio Piñera, Reinaldo Arenas, René Marqués e Giannina Braschi, que representaram a sua vida nas suas obras.

## A sua obra
Apesar de José Lezama Lima ter se tornado célebre no mundo da poesia, foi com seu romance semi-autobiográfico Paradiso que o autor melhor expressou seu universo e suas experiências de linguagem. Escrito entre as décadas de 1940 e 1960, o texto, barroco, conta de forma pitoresca a história de José Cemí, abordando inicialmente a doença que lhe acomete na infância, a asma, e a descoberta de sua vocação como poeta, passando pela infância escolar e pelos ensinamentos de um mentor e guia.
De leitura densa, experimental e poética, Paradiso, editado em 2014 pela Martins Fontes, com tradução de Olga Savary, mistura diversas referências de todas as épocas, cores, sabores e lugares para apresentar ao leitor o rico universo de um homem só, que também pode ser de todos os homens.
Sendo um poeta hermético por instinto e por excesso expressivo, Lezama Lima procura a revelação do mistério da poesia. Foi um poeta religioso que, como São João da Cruz, faz prevalecer o sentir sobre o dizer. Lezama conseguiu devolver à poesia a sua essência, pois acabou por conseguir descer até à inutilidade da palavra usada e já desprovida de música. Estruturou um sistema poético do mundo sem se importar com a dificuldade que a sua leitura causava a todos os leitores: quis explicar o conhecimento do mundo desde a outra margem, do desconhecido, do outro, e nesse percurso lograr o desvendar de um novo ser nascido da obscuridade: a poesia. José Lezama Lima criou um sistema para explicar o mundo através da metáfora e especialmente da imagem, que fica bem resumido pela sua famosa frase “la imagen es la realidad del mundo invisible” ("a imagem é a realidade do mundo invisível").

## Obra
- Muerte de Narciso. (poesia) 1937
- Coloquio con Juan Ramón Jiménez. 1938
- Enemigo Rumor. (poesia) 1941
- Aventuras Sigilosas. (poema) 1945
- La Fijeza (poesia). 1949
- Arístides Fernández. (ensaio) 1950
- Analecta del Reloj. (ensaios) 1953
- La expresión americana. (ensaio) 1969
- Tratados en La Habana. (ensaio) 1958
- Dador. (poesia) 1960
- Antología de la poesía cubana. 1965
- Órbita de Lezama Lima. 1966
- Paradiso. 1966
- Los grandes todos. (antología)
- Posible imagen de Lezama Lima.  1969
- Esfera imagen. Sierpe de Don Luis de Góngora
- Las imágenes posibles. (ensaio) 1970
- Poesía Completa. 1970
- La cantidad hechizada. (ensaio) 1970
- Introducción a los vasos órficos 1971
- Las eras imaginarias (ensaio) 1971
- Obras completas. 1975
- Oppiano Licario. romance inacabado, publicado postumamente em 1977
- Fragmentos a su imán (poesia) 1978